# Tilburg (gemaal)

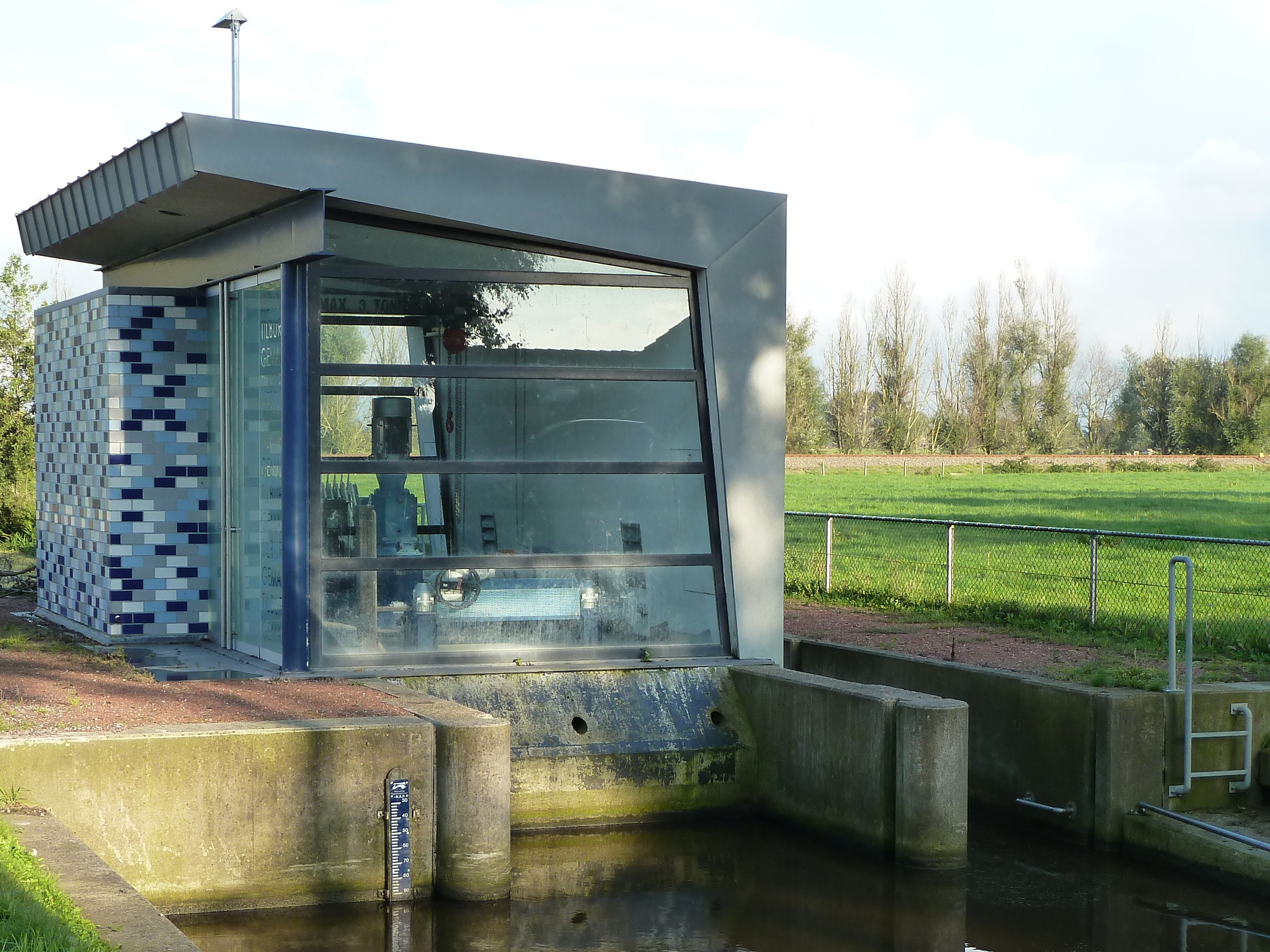
Gemaal Tilburg

Het gemaal Tilburg is gelegen in het Wetsingermaar, waar deze de weg van Sauwerd naar Winsum kruist, in de gemeente Het Hogeland in de provincie Groningen. Het gemaal en de naastgelegen (kano)schutsluis zijn gebouwd in 2002 om de relatieve waterspiegelstijging als gevolg van de bodemdaling door de winning van aardgas te compenseren. De maximale maalcapaciteit bedraagt 90 m³ per minuut. Het gemaal werd ontworpen door Olga Architecten.
Bij de aanlegwerkzaamheden voor het gemaal werd in oktober 2000 een neolithische nederzetting aangetroffen uit de trechterbekercultuur, waarbij resten van een trechterbekerrand en bewerkte vuurstenen (waaronder een pijlpunt) werden gevonden. De nederzetting is met C14-datering (houtskool in de wand) geplaatst op 3400 v.Chr. (en daarmee op de grens met de Swifterbantcultuur) en ligt op 2,5 meter onder maaiveld op een keileemlaag.
Aan de overkant van de weg ligt de toegangsweg naar het voormalige zijlhuis (Provincialeweg 38, nu boerderij) van de vroegere Wetsingerzijl, dat aan het westelijk uiteinde lag van de Wetsingermaar. De zijl verloor in 1636 haar functie verloor toen het Garnwerder rak (Kromme Raecken) werd afgesloten van het Reitdiep (het deel dat nu het Oude Diepje wordt genoemd). Voor die tijd werd het gebied rond Wetsinge en Sauwerd afgewaterd naar het Reitdiep via de Oude Ae en de noordelijke tak van de Wetsinger Maar. De Wetsinger Maar en het Oude Diepje zijn op dit punt nog steeds met elkaar verbonden. Achter het zijlhuis werd later een boerderij gebouwd.

## Naam
Het gemaal is genoemd naar de vlakbij gelegen, inmiddels afgebroken boerderij. De naam is samengesteld uit: til, de boerderij stond aan een (voormalige) til (= brug) en uit: burg als verwijzing naar borg. De naam zou ook gekozen kunnen zijn vanwege de gelijkenis van het Noord-Brabantse Tilburg. De boerderij is als gevolg van de bodemdaling en de daarbij gepaard gaande aardbevingen afgebroken. Op de locatie staat nu een vrijstaand huis.

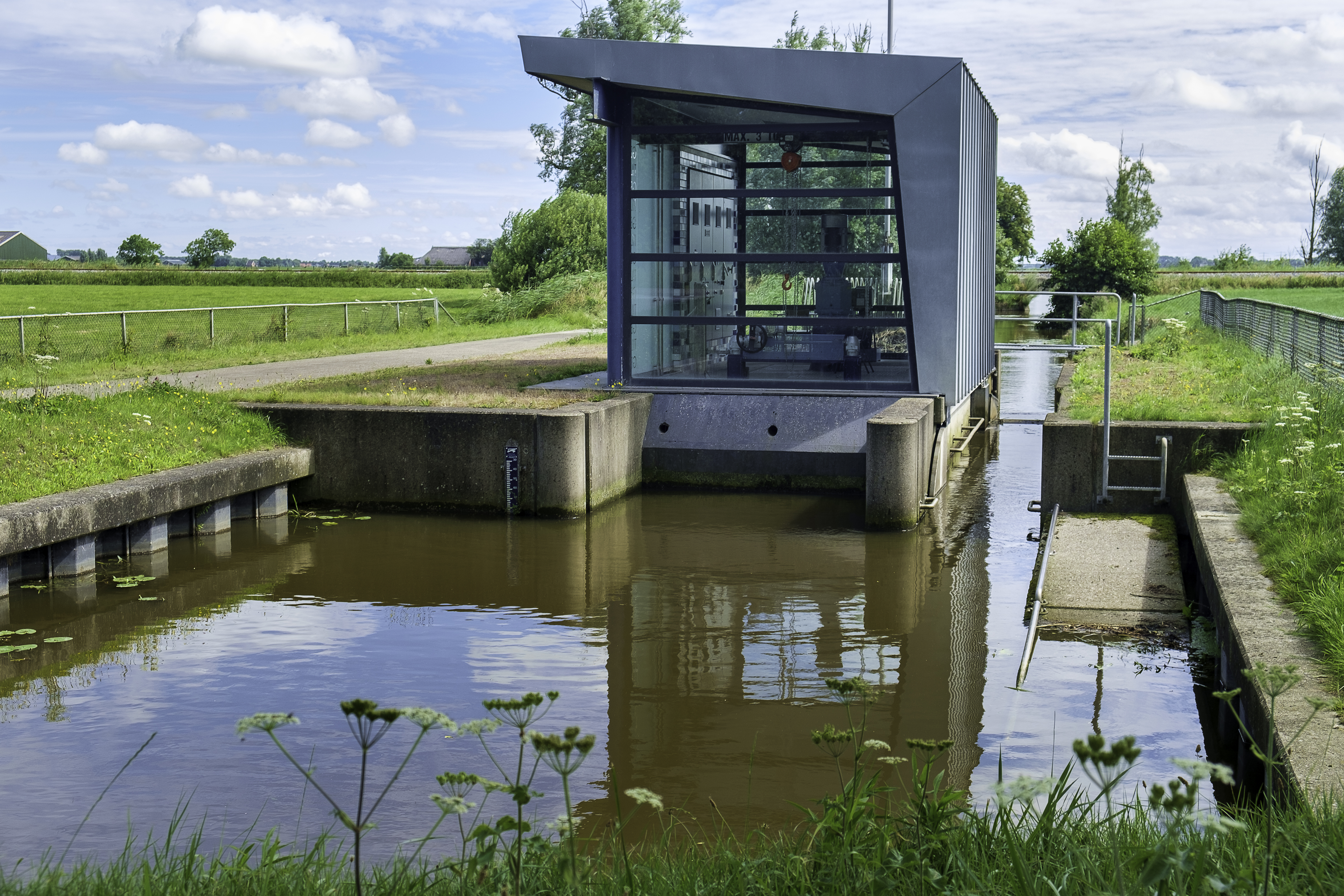
Vooraanzicht

Abelstok · De Drie Delfzijlen · Den Deel · Loppersum · Schaphalsterzijl · Stad & Lande · Tilburg
bodemdaling · gemaal